# Another Cinderella Story
Another Cinderella Story és una pel·lícula comèdia romàntica del 2008 dirigida per Damon Santostefano i protagonitzada per Selena Gomez i Drew Seeley. La pel·lícula va ser llançada directament en DVD per Warner Premiere el 16 de setembre del 2008. La pel·lícula va ser filmada al Canadà al gener del 2008. Aquesta pel·lícula és una seqüela de la pel·lícula del 2004 A Cinderella Story protagonitzada per Hilary Duff.

## Argument
Aquesta pel·lícula és una versió del conte de la Ventafocs en un ambient modern, amb María Santiago (Selena Gómez), una estudiant de secundària amb l'ambició de convertir-se en ballarina professional, que pren el paper de la Ventafocs. Tammy (Jessica Parker Kennedy), la millor amiga de Maria, és la seva fada. Dominique Blatt (Jane Lynch), pren el paper de la madrastra. Britt (Emily Perkins) i Bree (Katharine Isabelle) en són les dues germanastres, i Joey Parker (Drew Seeley), una celebritat que ha tornat a l'escola per al seu últim any, i per recordar per què va començar a ballar, n'és el príncep. En aquesta història, en comptes de la sabatilla de cristall, el que Maria (la Ventafocs) perd és un MP3.

## Repartiment
- Selena Gomez - Mary Santiago.
- Drew Seeley - Joey Parker.
- Jane Lynch - Dominique Blatt.
- Emily Perkins - Britt Blatt.
- Catharine Isabelle - Bree Blatt.
- Nicole LaPlaca - Natalia Faroush.

## Música
- Tell Me Something I Don't Know - Selena Gómez.
- Hurry Up & Save Me - Tiffany Giardina.
- Just That Girl - Drew Seeley.
- Bang A Drum - Selena Gómez.
- 1st Class Girl - Marcus Paulk, amb Drew Seeley.
- Hold 4 You - Jane Lynch.
- Valentine's Dance Tango - The Twins.
- No Average Angel - Tiffany Giardina.
- Don¡t Be Shy - Small Change featuring Lil 'JJ and Chani.
- X-Plain it to My Heart - Drew Seeley.
- New Classic (directe) - Drew Seeley & Selena Gómez.
- Another Cinderella Story - John Paesano.
- New Classic (acústica) - Drew Seeley.